# Holmsjön (Gryts socken, Södermanland)
Holmsjön är en sjö i Gnesta kommun i Södermanland och ingår i Trosaåns huvudavrinningsområde. Sjön är 2,5 meter djup, har en yta på 0,156 kvadratkilometer och är belägen 57,4 meter över havet. Sjön avvattnas av vattendraget Trosaån (Sättraån).

## Delavrinningsområde
Holmsjön ingår i det delavrinningsområde (656273-156666) som SMHI kallar för Utloppet av Holmsjön. Medelhöjden är 69 meter över havet och ytan är 1,55 kvadratkilometer. Räknas de 5 avrinningsområdena uppströms in blir den ackumulerade arean 8,91 kvadratkilometer. Avrinningsområdets utflöde Trosaån (Sättraån) mynnar i havet. Avrinningsområdet består mestadels av skog (89 procent). Avrinningsområdet har 0,16 kvadratkilometer vattenytor vilket ger det en sjöprocent på 10,1 procent.